# Gare de Plaisir - Les Clayes
Ne doit pas être confondu avec Gare de Plaisir - Grignon ou Gare de Villepreux - Les Clayes.
La gare de Plaisir - Les Clayes est une gare ferroviaire française de la ligne de Saint-Cyr à Surdon, située sur le territoire de la commune de Plaisir, à proximité des Clayes-sous-Bois, dans le département des Yvelines, en région Île-de-France.
C'est une gare de la Société nationale des chemins de fer français (SNCF) desservie par les trains de la ligne N du Transilien (réseau Paris-Montparnasse).

## Situation ferroviaire

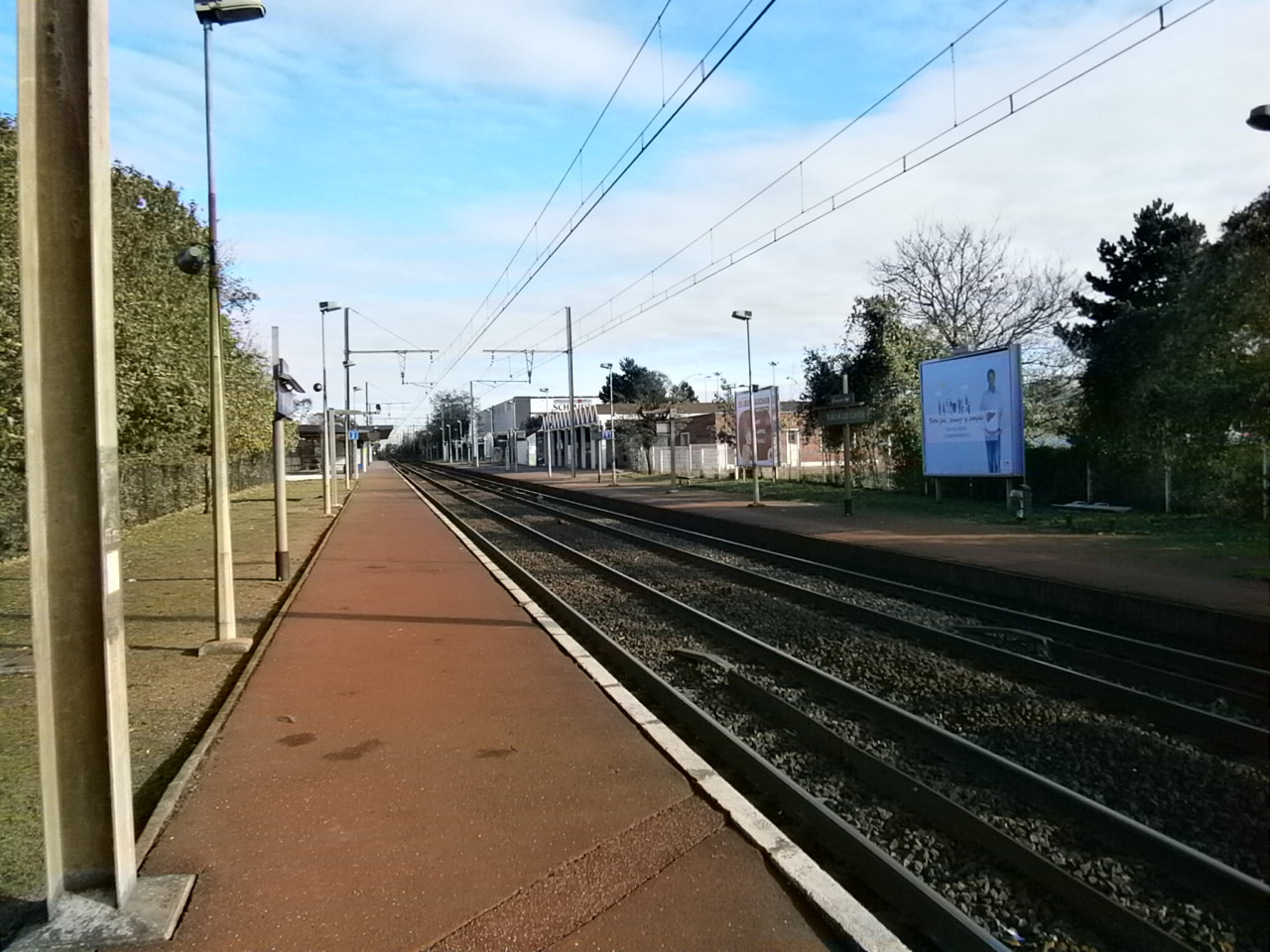
Vue générale de la gare.

Établie à 119 m d'altitude, la gare de Plaisir - Les Clayes est située au point kilométrique (PK) 30,800 de la ligne de Saint-Cyr à Surdon, entre les gares de Villepreux - Les Clayes et de Plaisir - Grignon.

## Histoire
Elle est mise en service en janvier 1973. Le bâtiment voyageurs a été rénové en 2011.
En 2018, selon les estimations de la SNCF, la fréquentation annuelle de la gare est de 1 032 000 voyageurs, nombre arrondi à la centaine la plus proche.
Pour l'année 2024, la fréquentation de la gare est estimée à 1 308 467 voyageurs, un nouveau record pour cette gare.

## Service des voyageurs

### Accueil
Gare SNCF, elle dispose d'un bâtiment voyageurs avec guichet, d'automate Transilien, du système d'information sur les circulations des trains en temps réel et de boucles magnétiques pour personnes malentendantes.
Elle est équipée de deux quais latéraux : le quai 1 dispose d'une longueur utile de 281 m pour la voie 1 et le quai 2 d'une longueur utile de 221 m pour la voie 2. Le changement de quai se fait par un passage souterrain.

### Desserte

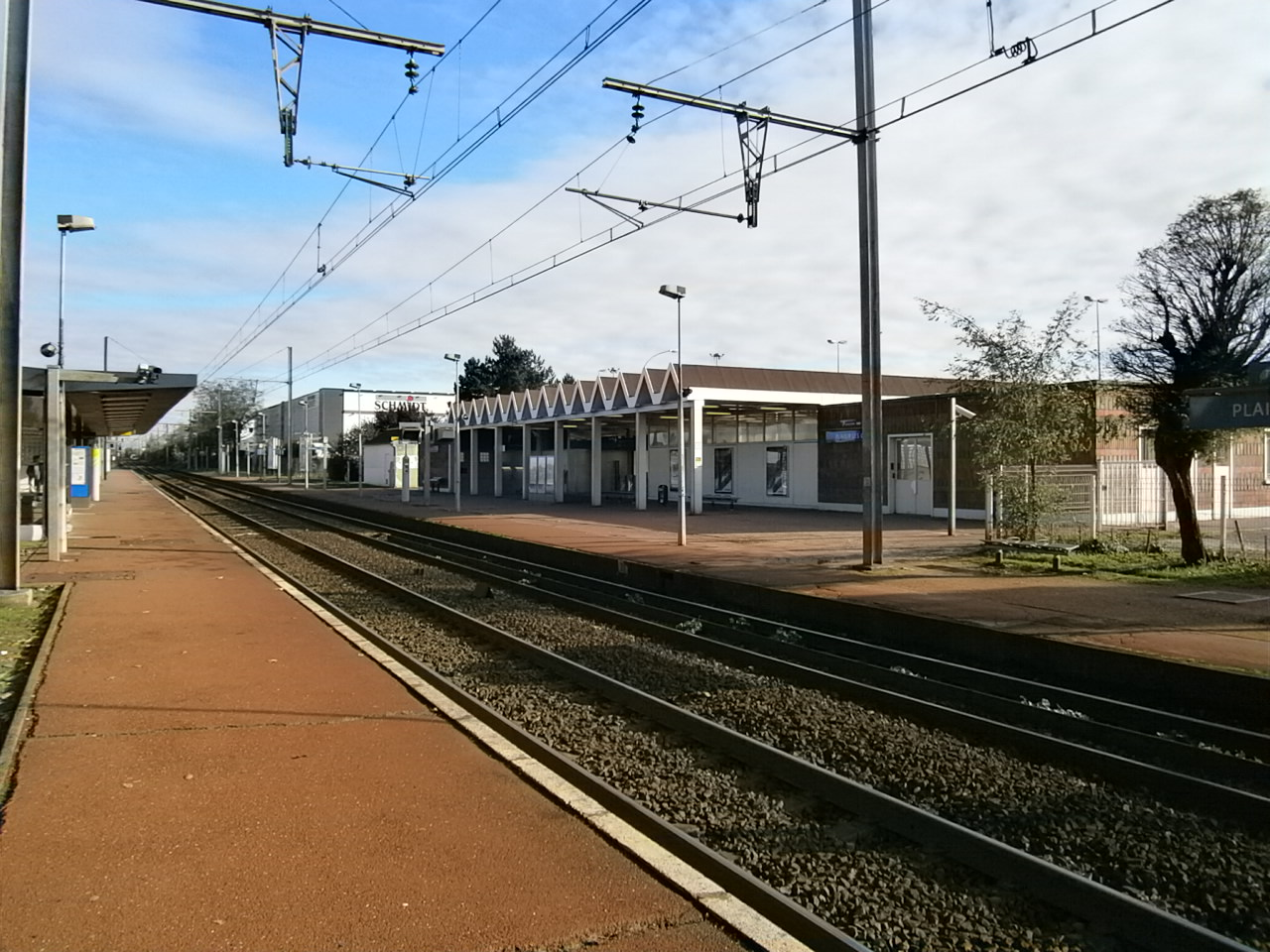
Vue du bâtiment voyageurs, depuis le quai pour Paris.

En 2012, la gare est desservie par des trains de la ligne N du Transilien (branche Paris - Plaisir - Mantes-la-Jolie), à raison d'un train toutes les 30 minutes, sauf aux heures de pointe où la fréquence est d'un train toutes les 15 minutes.
Le temps de trajet est d'environ 30 minutes depuis Mantes-la-Jolie, 3 minutes depuis Plaisir - Grignon et de 39 minutes à 42 minutes depuis Paris-Montparnasse.

### Intermodalité
La gare est desservie par la ligne 5102 du réseau de bus de Saint-Quentin-en-Yvelines. La nuit, la gare est desservie par la ligne N160 du réseau Noctilien.
Un parking pour les véhicules et les vélos y est aménagé.

## Galerie de photos

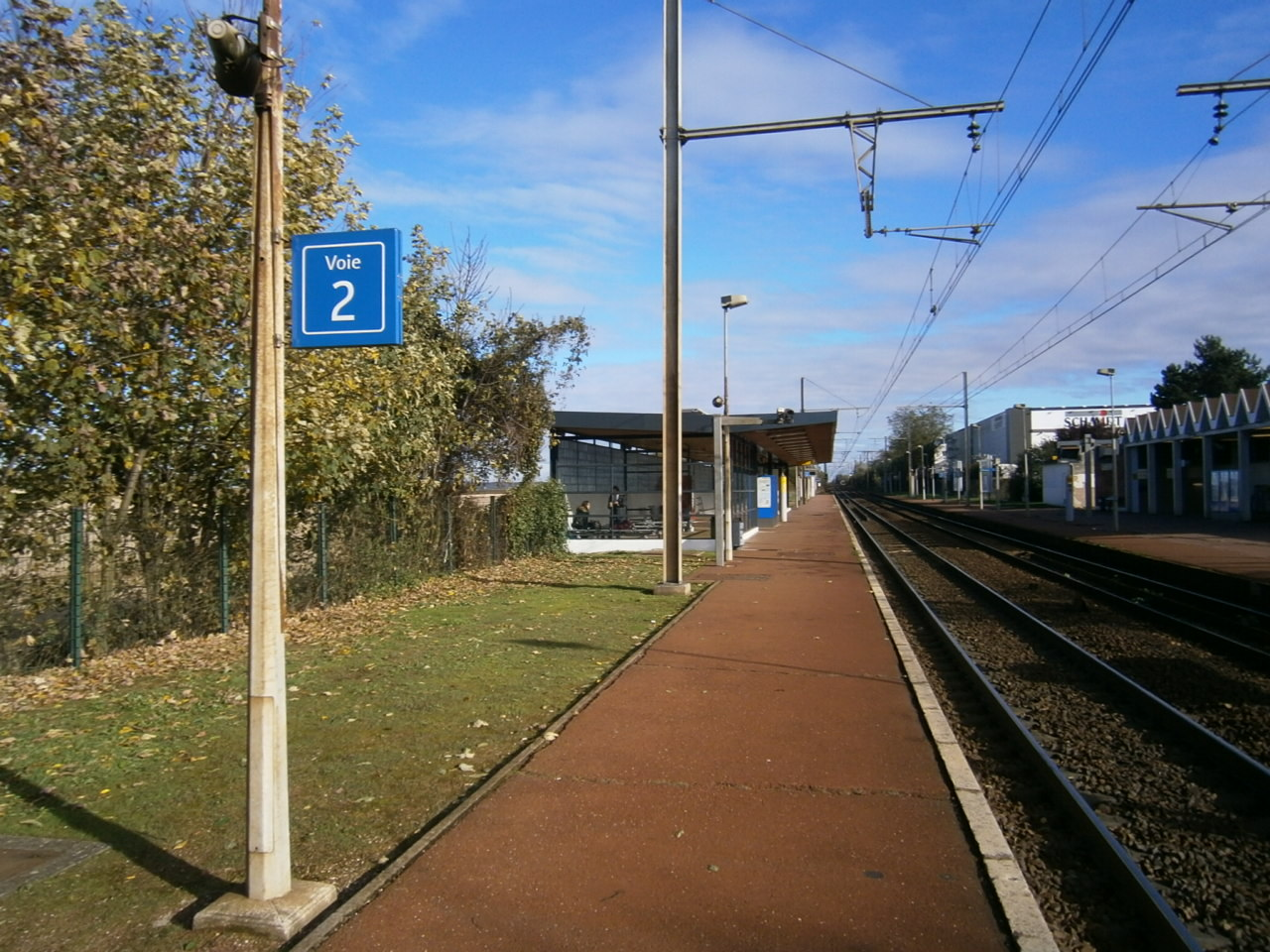
Quai et abri pour les voyageurs.
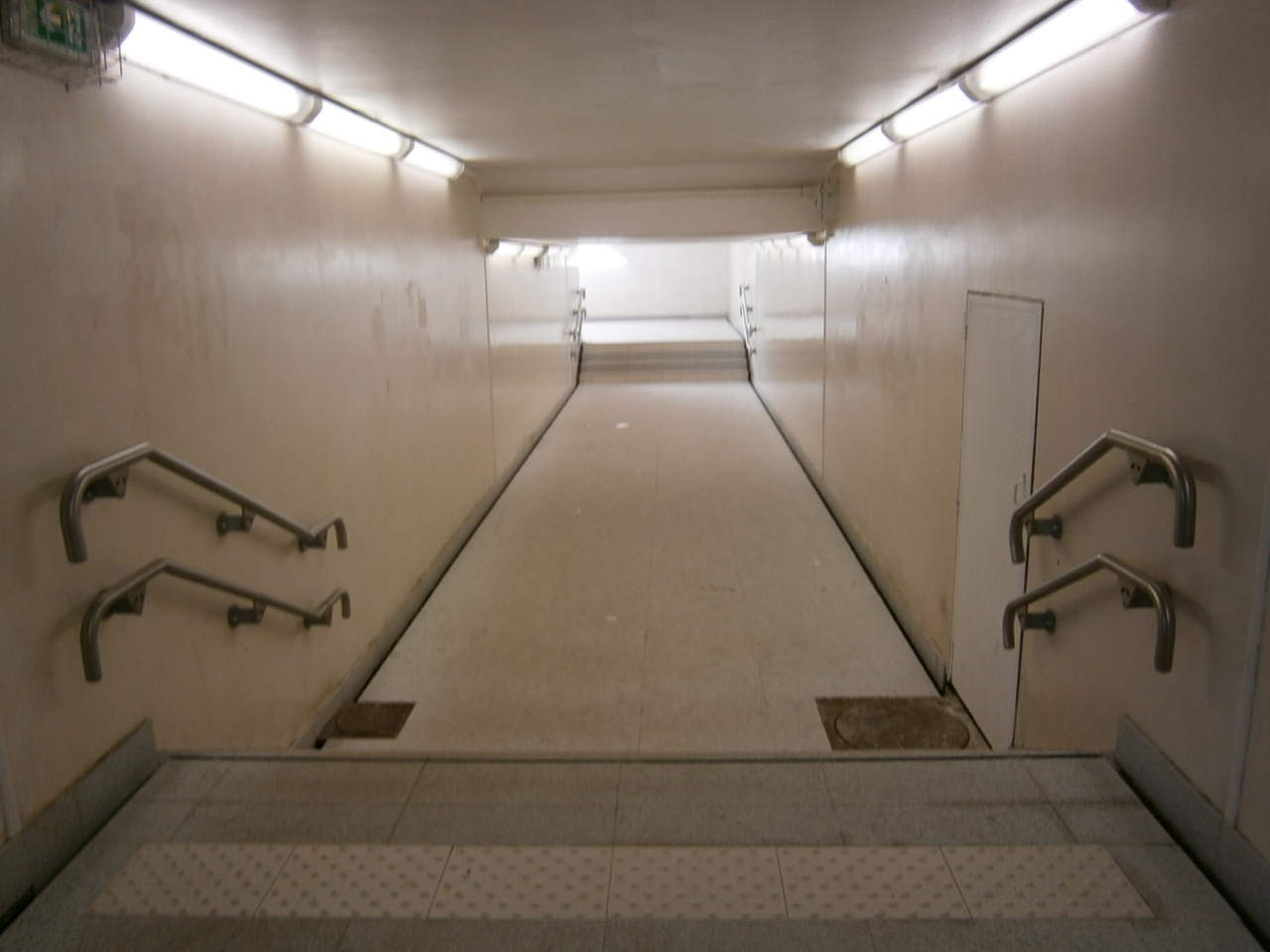
Passage souterrain.
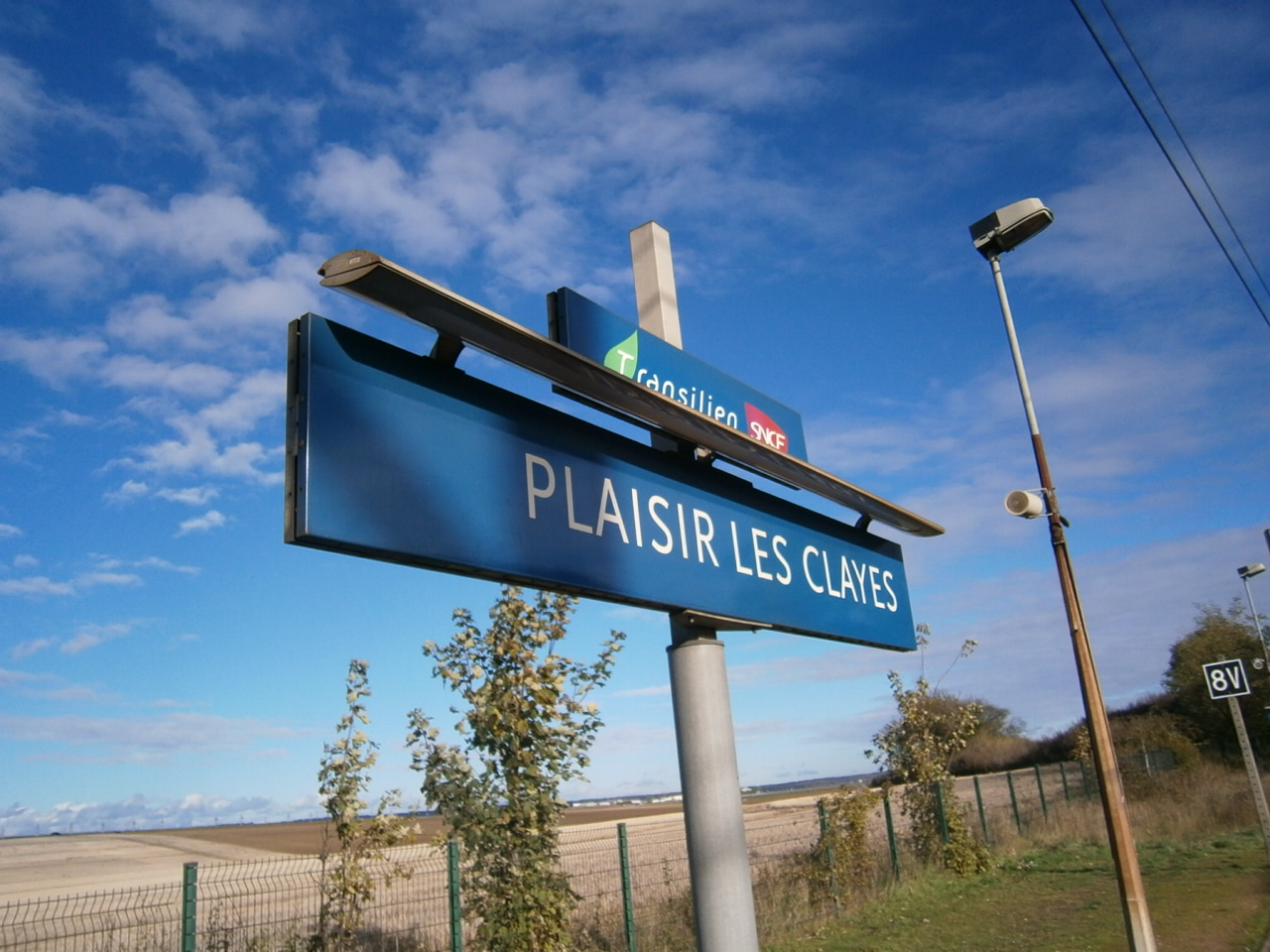
Panneau indiquant le nom de la gare.
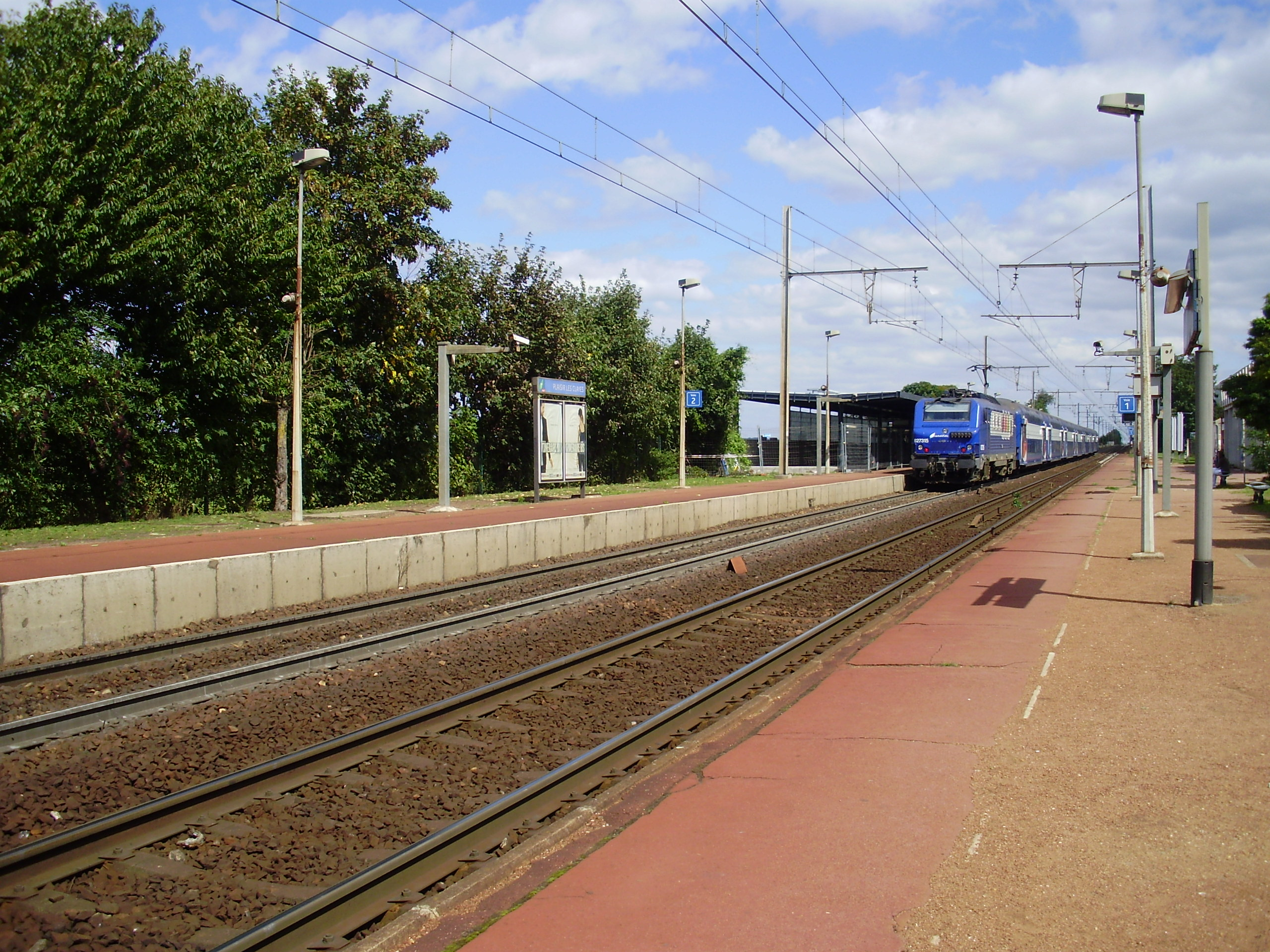
Train partant vers Paris-Montparnasse.